# 飯盛神社 (佐世保市)
飯盛神社（いいもりじんじゃ）は、長崎県佐世保市に鎮座する神社である。
佐世保市西部、相浦地域の市街地に愛宕山を背に南面して鎮座する。旧社格は郷社。

## 祭神
伊弉諾尊、伊弉冉尊、事解男命、素盞嗚命、速玉男命、大山咋命、松浦丹後守政公、松浦幸松丸公を祀る。
なお、本殿の扁額には「飯盛 松尾/愛宕/祇園 神社」と飯盛を頭にして3社の名が併記されている。

## 由緒
創祀年代不明ながら、熊野三所大権現の分霊を勧請したものという。天正8年（1580年）に現社地に遷されて「飯盛大権現」と称され、松浦氏より崇敬の神社として社領3石2斗1升を寄進された。
明治4年（1871年）に現社名に改称し、同7年郷社に列した。

## 祭祀
10月17日から19日にかけて斎行される例祭には平戸大神楽が奉納される。

## 境内
境内社として靖国忠霊社があり、「義勇奉公」碑が同社殿隣に建立されている。

## 雑事
上相浦駅の隣駅の大学駅ホームの待合室内に合格祈願と乗客の安全を願う目的で設けられている神棚の神体は当神社の分霊である。

## 交通
- 松浦鉄道西九州線上相浦駅下車、徒歩5分。
- 西肥バス（させぼバスも含む）「木宮町」または「相浦栄町」バス停下車。